# Karl Gramén
Karl Gramén, född 13 januari 1884 i Holmby socken, död 6 mars 1961 i Vänersborg, var en svensk kirurg.
Karl Gramén var son till snickaren  Nils Mårtensson Nilsson och bror till Lars Gramén. Efter mogenhetsexamen i Lund 1903 blev han medicine kandidat där 1908, samt 1912 medicine licentiat, 1922 medicine doktor docent i kirurgi 1923 vid Karolinska Institutet. Efter förordnanden, främst i kirurgi bland annat vid Serafimerlasarettet 1910–1911 och 1913, vid Maria sjukhus 1914–1919 samt vid Örebro lasarett 1923–1924 blev han lasarettsläkare i Alingsås 1924 och överläkare vid Länslasarettets i Vänersborgs kirurgiska avdelning 1933, tillika lasarettets styresman. Gramén var 1918 chefsläkare vid Svenska röda korsets ambulans i Finland. Han författade en mängd uppsatser i kirurgiska ämnen och hade även offentliga uppdrag och var stadsfullmäktige i Alingsås 1927–1932 och i Vänersborg 1935–1936.